# James Sprigg
James Cresap Sprigg (* 1802 in Frostburg, Allegany County, Maryland; † 3. Oktober 1852 in Shelbyville, Kentucky) war ein US-amerikanischer Politiker. Zwischen 1841 und 1843 vertrat er den Bundesstaat Kentucky im US-Repräsentantenhaus.

## Werdegang
James Sprigg war ein jüngerer Bruder von Michael Sprigg (1791–1845), der zwischen 1827 und 1831 den Staat Maryland im Kongress vertrat. Er besuchte die öffentlichen Schulen seiner Heimat in Maryland; danach zog er nach Shelbyville in Kentucky. Nach einem anschließenden Jurastudium und seiner Zulassung als Rechtsanwalt begann er in diesem Beruf zu arbeiten. Gleichzeitig schlug er eine politische Laufbahn ein. In seiner neuen Heimat bekleidete er einige lokale Ämter. Zwischen 1830 und 1834 sowie nochmals von 1837 bis 1840 war er Abgeordneter im Repräsentantenhaus von Kentucky.
In den 1830er Jahren schloss sich Sprigg der Whig Party an. Bei den Kongresswahlen des Jahres 1840 wurde er im achten Wahlbezirk von Kentucky in das US-Repräsentantenhaus in Washington, D.C. gewählt, wo er am 4. März 1841 die Nachfolge von William J. Graves antrat. Bei den folgenden Wahlen im Jahr 1842 bewarb er sich als unabhängiger Kandidat erfolglos um seinen Verbleib im Kongress. Seine Zeit im Kongress war von den Spannungen zwischen Präsident John Tyler und den Whigs geprägt. Außerdem wurde damals bereits über eine mögliche Annexion der seit 1836 von Mexiko unabhängigen Republik Texas diskutiert.
Nach seinem Ausscheiden aus dem Kongress praktizierte Sprigg wieder als Anwalt. In seinem Todesjahr 1852 wurde er nochmals in das Repräsentantenhaus von Kentucky gewählt. Er starb am 3. Oktober 1852 in Shelbyville.